# 저녁박쥐
저녁박쥐(Nycticeius humeralis)는 애기박쥐과에 속하는 박쥐의 일종이다. 북아메리카의 토착종으로 It is a small bat (7–15 grams) 미국 중서부와 동부 지역의 대부분에 걸쳐 발견된다. 등쪽 털 끝은 연한 회색을 띠고, 피부에서 1/3부터 2/3 사이는 진한 갈색이다. 비록 일부는 흰색을 띠는 경우도 있지만, 대부분의 개체군은 주로 갈색을 띤다.